# 13. ceremonia wręczenia nagród Brytyjskiej Akademii Filmowej
13. ceremonia rozdania nagród Brytyjskiej Akademii Sztuk Filmowych i Telewizyjnych.
 Najwięcej statuetek otrzymał film Wczorajszy wróg (4).

## Laureaci
Laureaci oznaczeni są wytłuszczeniem

### Najlepszy film
- Ben-Hur
- Anatomia morderstwa
- Twarz
- Biały Kanion
- Bez emocji
- Gigi
- Miłość i gniew
- Północno-zachodnie przejście
- Historia zakonnicy
- Safira
- Pół żartem, pół serio
- Nieletni świadek
- Wczorajszy wróg
- Pułapka
- Popiół i diament

### Najlepszy aktor
- Jack Lemmon − Pół żartem, pół serio
- James Stewart − Anatomia morderstwa
- Takashi Shimura − Piętno śmierci
- Zbigniew Cybulski − Popiół i diament
- Jean Gabin − Pułapka
- Jean Desailly − Pułapka

### Najlepszy brytyjski aktor
- Peter Sellers − I’m All Right Jack
- Laurence Olivier − Uczeń diabła
- Laurence Harvey − Expresso Bongo
- Richard Burton − Miłość i gniew
- Peter Finch − Historia zakonnicy
- Alec Guinness − Wczorajszy wróg
- John Mills − Wczorajszy wróg

### Najlepsza aktorka
- Shirley MacLaine − Jak zdobyć męża
- Rosalind Russell − Ciotka Mame
- Susan Hayward − Chcę żyć!
- Ava Gardner − Ostatni brzeg
- Ellie Lambeti − Ostatnie kłamstwo

### Najlepsza brytyjska aktorka
- Audrey Hepburn − Historia zakonnicy
- Kay Walsh − Koński pysk
- Sylvia Syms − No Trees in the Street
- Peggy Ashcroft − Historia zakonnicy
- Yvonne Mitchell − Safira

### Najlepszy brytyjski film
- Safira
- Miłość i gniew
- Anatomia morderstwa
- Nieletni świadek
- Wczorajszy wróg

### Najlepszy brytyjski scenariusz
- Frank Harvey, John Boulting i Alan Hackney − I’m All Right Jack